# 飛虎将軍廟
飛虎将軍廟（ひこしょうぐんびょう、正式名称：鎮安堂飛虎将軍廟）は、中華民国（台湾）台南市安南区同安路127号にある民間信仰の廟で、第二次世界大戦期の日本軍人・杉浦茂峰（すぎうら しげみね、1923年11月9日 - 1944年10月12日）が神として祀られている。

## 歴史

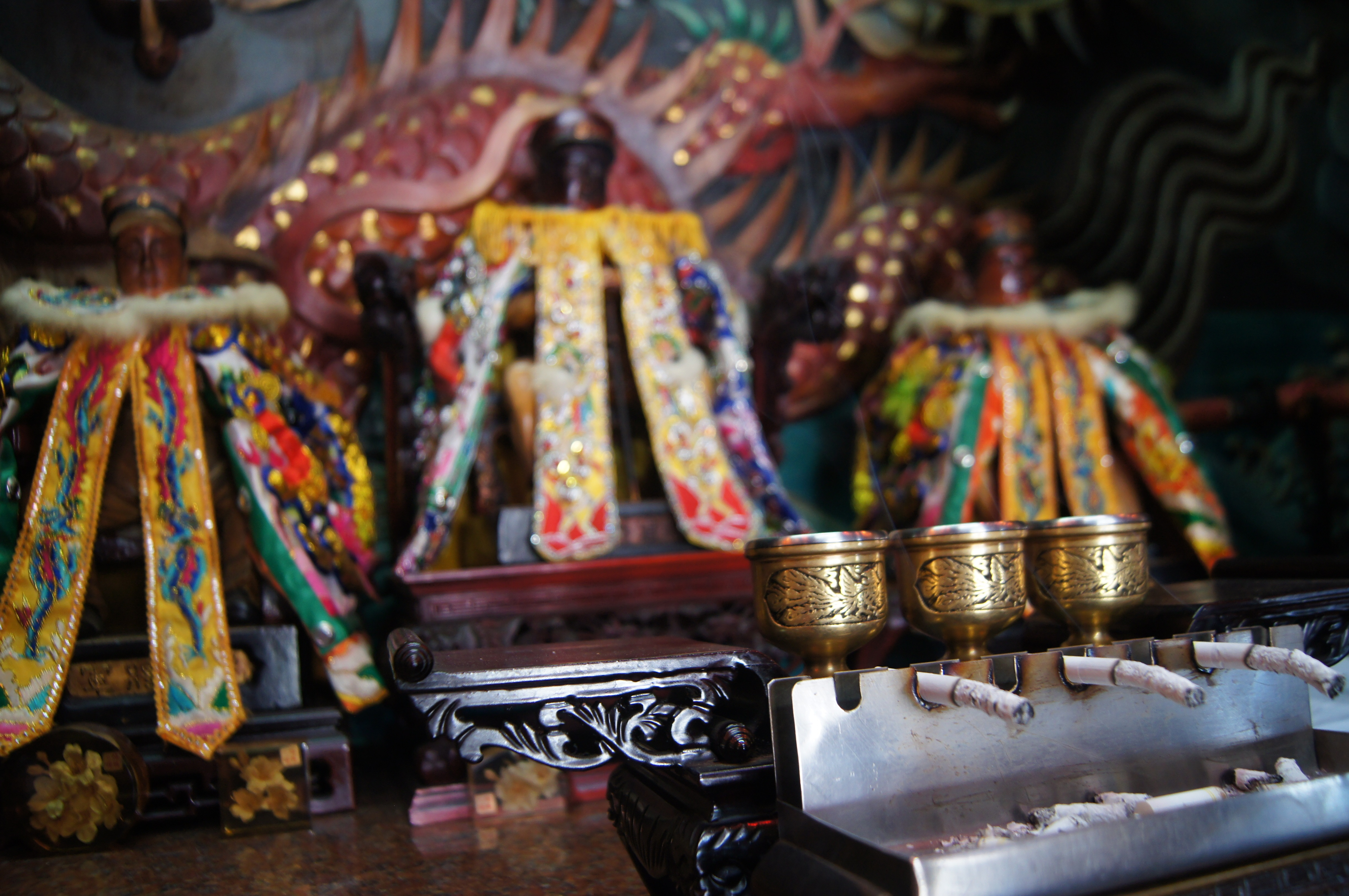
煙草を奉納される飛虎将軍廟神像。3体の神像はいずれも杉浦茂峰像で、脇の2体は信者から要望があった際に貸し出される

1944年、台湾に配属されていた日本海軍の杉浦茂峰・兵曹長（戦死後に少尉昇進）は零式艦上戦闘機三二型に搭乗して台湾沖航空戦に出撃。10月12日午前、台南上空で米軍機と空中戦になり撃墜される。彼は集落への墜落を避けるため郊外まで操縦してから脱出したが、落下傘で降下中に米軍機の機銃掃射を浴び、20歳で戦死した。軍靴には「杉浦」と書かれていて、その後、第二〇一海軍航空隊分隊長の森山敏夫・大尉の協力で、この飛行士が「杉浦茂峰」と判明した。
死が迫る中で住民の命を守ろうとした杉浦氏を「神」と称え、地元の有志らは1971年にほこらを建てた。現在は毎日管理人が朝夕2回、煙草に点火して神像と写真に捧げて、日本の国歌『君が代』、午後は『海行かば』を祝詞として歌っている。

## 逸話
- 第二次世界大戦後、村のあちこちで不思議な夢を見たという噂が広まった。白い帽子と服を着た日本の若い海軍軍人が枕元に立っているという夢を見たという者が、皆に話したところ、同じ夢を見たという者が数人名乗り出た[2]。

- 2016年9月21日には神像が高雄国際空港から成田国際空港を経て杉浦の故郷である茨城県水戸市に運ばれて里帰りを果たし、翌22日には茨城県護国神社で慰霊祭が営まれた。これは、2016年春に廟を訪ねた日本人作家の夢枕に杉浦が立って「水戸に帰りたい」と告げたという話があり、それを受けて廟の管理委員会が神像に伺いを立てたところ「その通りである」との託宣を得たことによる。その後、神像は台湾に戻されるが、同神社には茨城県に関係した軍人・軍属が合祀されていることから、飛虎将軍廟から護国神社に分祀しようという計画もあるという[2]。

## 主祭神
- 杉浦茂峰 （すぎうら しげみね、1923年11月9日 - 1944年10月12日）

茨城県水戸市出身。水戸市の五軒尋常小学校、三の丸尋常高等小学校卒業。志願兵として乙種飛行予科練に入隊した。1944年10月12日に零戦三二型で米軍機F6Fと交戦し、撃墜され戦死。死後、功6級金鵄勲章と勲7等青色桐葉章が授与された。
生家跡地に当たる茨城県信用組合農林水産部ビル西側側面（水戸市五軒町2-1-15）に、「飛虎将軍」を紹介する、縦140cm×横180cmのアルミ複合板パネルが設置されている。

## アクセス
台南駅北站バスターミナルより、大台南公車の海東国小行き（3番)に乗り、同安路口バス停にて下車。